# Samostan Samtavro
Samostan Samtavro (gruzinsko სამთავროს მონასტერი) je pravoslavni krščanski samostanski kompleks, ki združuje preobrazbeno cerkev Samtavro in ženski samostan sv. Nine v mestu Mcheta, v Gruziji. Verjetno ga je v 4. stoletju zgradil kralj Mirian III., v 11. stoletju pa sta ga kralj Jurij I.  in katolikos-patriarh Melčizedek I. rekonstruirala. Samtavro je pomemben zgodnje in visoko srednjeveški zgodovinski in arhitekturni spomenik, ki ga je zaščitil tudi UNESCO. Cerkev Samtavro je tempelj s tlorisom križa v kvadratu, z elementi in okraski, značilnimi za gruzijsko arhitekturo 11. stoletja. Znani gruzijski svetnik, menih Gabrijel, je pokopan na dvorišču cerkve Samtavro.

## Zgodovina
Samostan je bil zgrajen na severozahodnem delu starega mesta Mcheta. Na žalost ne obstajajo zapisi, ki bi govorili o času nastanka oziroma gradnje. Glede na gruzijske hagiografske vire je bil samostan ustanovljen v 4. stoletju, v času vladavine kralja Miriana III. Iberijskega, Ko je tukaj zgradil majhno cerkev Svete Nine v povezavi s spreobrnitvijo Gruzije v krščanstvo. Mirian in njegova žena Nina sta bila pokopana v samostanu.
Ime Samtavro lahko iz gruzijskega jezika prevedemo kot 'vladarjevo mesto' (მთავარა [mtavara], kar pomeni 'vladar'). Glavni tempelj je slogovno datiran v prvo polovico 11. stoletja in je bil verjetno zgrajen ali obnovljen kmalu po Stolnica Svetichoveli pod katolikosom patriarhom Melčizedekom I. Kupola je bila uničena leta 1283 zaradi potresa in obnovljena med koncem 13. in začetkom 14. stoletja. Približno v isti čas datira oltarni ikonostas. Na fasadi so bile narejene tudi manjše obnove. Obzidje, ki obdaja samostan, je bilo zgrajeno v poznem srednjem veku, zvonik je bil dodan v 16. stoletju. Prvotne freske niso ohranjene, zdajšnje so bile naslikane v 16. in 17. stoletju. Ostale prenove so bile narejene v 17. stoletju in pozneje. Nagrobna kamna za Miriana in njegovo ženo Nano sta bila narejena v 19. stoletju.

## Arhitektura
Cerkev Samtavro je tipičen primer templja v obliki križa v kvadratu. Kupola je naslonjena na dva slopa in štrleče stene oltarja. Kot kasnejša rekonstrukcija se kupola ne ujema s splošnimi razmerji in slogom 11. stoletja. Cerkev ima dva vhoda: južnega s portalom in zahodnega. Fasade so narejene iz rumenega in rjavega kamna. Portal, okrašen z loki, ima tudi precej fine okrasne rezbarije na stropu. Notranjost je dobro osvetljena z okni, tako na kupoli kot na vseh štirih stenah cerkve.
V skladu s standardi iz 11. stoletja, s poudarkom na razliki osvetlitve, so fasade bogato okrašene, vendar različno. Tak dualizem za to obdobje ni običajen . Poudarek je bil narejen na južni in severni fasadi. Dekoracije južne fasade so precej fine, na severni pa bolj grobe. Ideja arhitekta je bila izraziti učinek gibanja linij. Vzhodna fasada je bolj zadržana. Večino kontrasta tu ustvarjajo trikotne niše. Loki in okna imajo znake poznejših sprememb, vključno z dodatkom križa na steni. Dekoracije zahodne fasade so še bolj preproste. Portal je novejši.
V kupoli in oltarju so ostanki fresk.
Poleg glavnega templja ima samostan še manjšo cerkev, zvonik, valjast stolp, ostanke palače in nekaj sodobnih struktur, vse obdano z obzidjem.
Zvonik, ki leži v severozahodnem vogalu obzidja je trinadstropen. V pritličju je vhod na ozemlje, prvo nadstropje je služilo tako za opazovanje kot za bivanje, drugo nadstropje pa je odprt zvonik.
Majhna cerkev, ki stoji desno od vhoda, je bila večkrat prezidana. Prvotno jo je zgradila sveta Nina  Kapadokijska, ki je Gruzijo spreobrnila v krščanstvo.

## Grobnice
Grobnici kralja Miriana III. in njegove žene Nane najdemo v notranjosti cerkve na jugozahodnem delu.